# Bystus
Bystus es un género de coleópteros polífagos. Es originario de América.

## Especies
Contiene las siguientes especies:
- Bystus apicalis (Gerstaecker, 1858)
- Bystus bruchi (Weise, 1906)
- Bystus coccinelloides Guérin-Ménéville, 1857
- Bystus csikii (Weise, 1903)
- Bystus decipiens (Gorham, 1875)
- Bystus decorator Leschen & Carlton, 1993
- Bystus drakei (Weise, 1903)
- Bystus fibulatus (Gorham, 1890)
- Bystus foveatus Strohecker, 1957
- Bystus globosus (Gorham, 1898)
- Bystus hemisphaericus (Gerstaecker, 1858)
- Bystus hirtulus (Kirsch, 1876)
- Bystus limbatus (Gorham, 1873)
- Bystus pallidulus (Gerstaecker, 1858)
- Bystus partitus (Weise, 1903)
- Bystus piceus (Gorham, 1890)
- Bystus rhizobioides (Gorham, 1875)
- Bystus rufus (Weise, 1903)
- Bystus seminulum (Gorham, 1873)
- Bystus thoracicus (Weise, 1903)
- Bystus ulkei (Crotch, 1873)
- Bystus unicolor (Gorham, 1898)
- Bystus vestitus (Gorham, 1890)